# زونهبرغ
زونبرغ (بالألمانية: Sonneberg) هي بلدة ألمانية تقع في ألمانيا في زونهبرغ. يقدر عدد سكانها بـ 23,937 نسمة .

## المدن التوأمة
مدن غوبينغن و نوياشتات باي كبورغ هي مدن توأمة لـزونبرغ.

## أعلام
- ديرك زيليجر
- جوليا آيكهورن
- كونو هوفمايستر
- هورست هيرولد
- داغمار هولزنبرغ